# Carla Bono
Carla Bono (...) è un'ex cestista italiana.
Ha giocato in Serie A1 con Palermo.